# Orde de la Lligacama

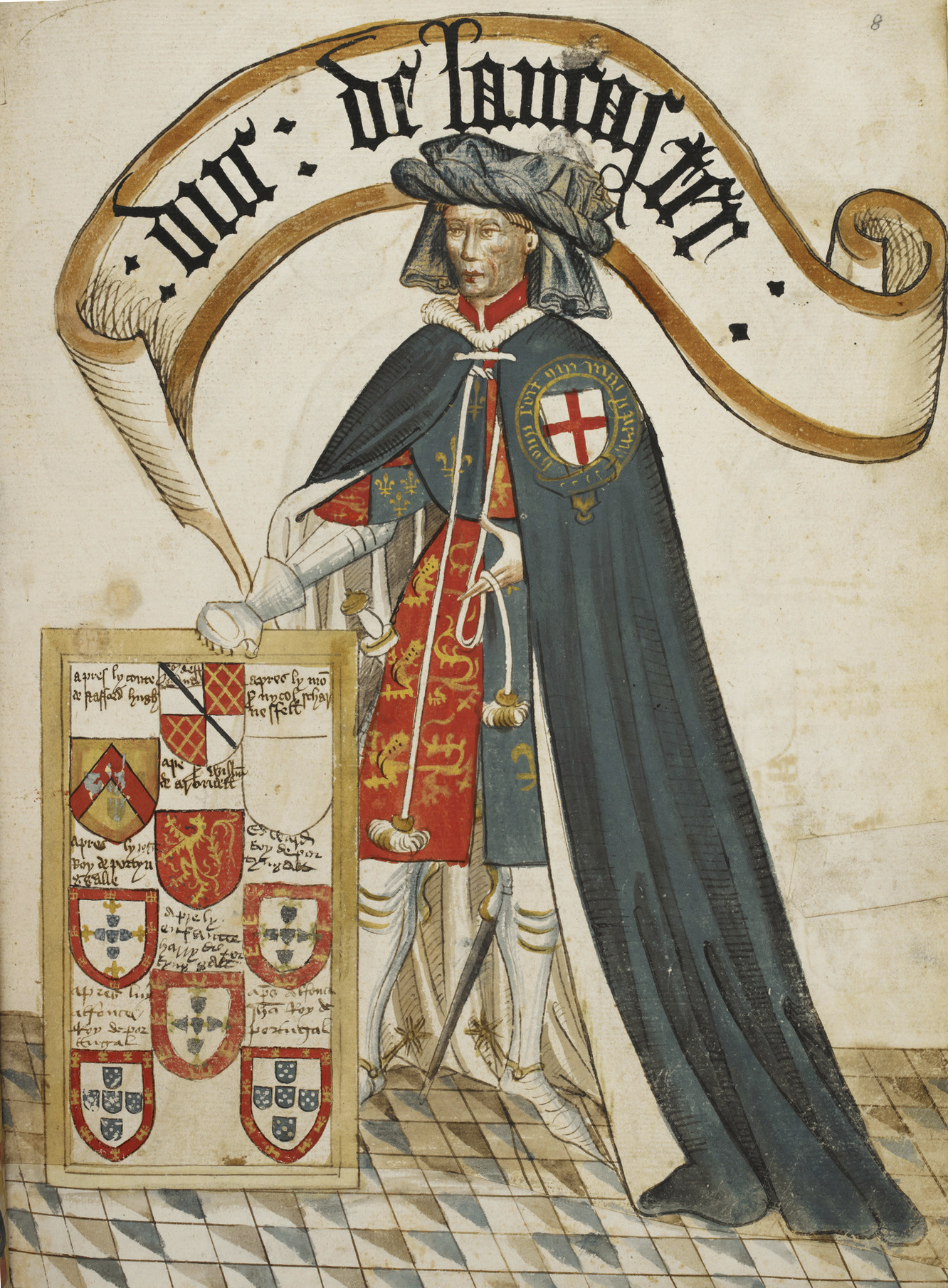
Enric de Grosmont, comte de Lancaster (d.1361) (posteriorment Duc de Lancaster), el segon receptor de l'Orde, apareix vestint les robes de la Garrotera en una il·lustració del Llibre de la Lligacama de Bruges, fet per William Bruges (1375–1450), primer Rei d'Armes Principal de la Lligacama

El Molt Noble Orde de la Lligacama (Most Noble Order of the Garter), també conegut com l'Orde de la Garrotera, és l'orde de cavalleria vigent més antic del món, i és la cúspide del sistema honorífic a Anglaterra i al Regne Unit, i està dedicat a Sant Jordi com a sant patró d'Anglaterra. És concedit a plaer del sobirà com a concessió personal a membres britànics i dels reialmes de la Commonwealth. És un orde tremendament exclusiu, donat que es redueix a 26 membres de ple dret (el sobirà i només 25 membres o companys, entre ells el Príncep de Gal·les, citat de forma explícita als estatuts). No obstant això, existeix la figura dels membres supernumeraris (altres membres de la família reial britànica o monarques estrangers).
L'emblema de l'orde, que apareix a la insígnia, és una lligacama amb el lema «Honi soit qui mal y pense» (francès medieval: vergonya sobre qui pensi malament) en lletres d'or. Els membres de l'orde porten una lligacama així en les ocasions cerimonials.
Els nous nomenaments per l'orde de la Lligacama sempre són anunciats el 23 d'abril, dia de Sant Jordi, patró d'Anglaterra.
Si bé la majoria d'ordes pertanyen a tot el Regne Unit, aquesta només pertany a Anglaterra, i el seu equivalent a Escòcia és el  Molt Antic i Molt Noble Orde del Card (Most Ancient and Most Noble Order of the Thistle), i a Irlanda, el Molt Il·lustre Orde de Sant Patrici (Most Illustrious Order of St Patrick), si bé des de la independència d'Irlanda ha caigut en desús i el darrer cavaller va morir el 1974).

## Història
El Rei Eduard III fundà l'orde de la Lligacama vers l'època de la seva reclamació al tron de França. L'any de fundació es presumeix que va ser el 1348, però, el Complete Peerage, a The Founders of the Order of the Garter, afirma que va ser instituïda el 23 d'abril de 1344, citant cadascun dels membres fundadors com a investit cavaller el 1344, inclòs Sir Sanchet D'Abrichecourt, que morí el 30 d'octubre de 1345. S'han proposat altres dates entre 1344 i 1351. L'inventari del guardarroba del Rei senyala els hàbits de la Lligacama per primera vegada la tardor de 1348; els seus estatuts originals requereixen que cada membre ja sigui cavaller (el que actualment seria el knight bachelor), i alguns dels membres inicials havien estat investits cavallers aquell mateix any.
El concepte va ser seguit durant el segle següent per altres monarques europeus, que fundarien els seus propis ordes de cavalleria de prestigi.
L'Orde de la Lligacama és l'orde de cavalleria més antic i més prestigiós del Regne Unit.

### Cavallers fundadors
En el moment de la seva fundació, l'orde consistia en el Rei Eduard III, conjuntament amb 25 Cavallers Fundadors, que apareixen llistats a la Capella de Sant Jordi:
- Eduard III (1327–77)
- Eduard, el Príncep Negre, Príncep de Gal·les (1330–76)
- Enric de Grosmont, 4t comte de Lancaster (c. 1310–61)
- Thomas de Beauchamp, 11è Comte de Warwick († 1369)
- Jean de Grailly, Captal de Buch († 1377)
- Ralph de Stafford, 2n Baró Stafford (1301–72)
- William Montacute, 2n Comte de Salisbury (1328–97)
- Roger Mortimer, 2n Comte de March (1328–60)
- John de Lisle, 2n Baró Lisle (1318–56)
- Bartholomew de Burghersh († 1369)
- John de Beauchamp († 1360)
- John de Mohun, 2n Baró Mohun (c. 1320–76)
- Hugh de Courtenay († 1349)
- Thomas Holland († 1360)
- John de Grey (c. 1300–59)
- Richard Fitz-Simon (b. 1295)
- Miles Stapleton († 1364)
- Thomas Wale († 1352)
- Hugh Wrottesley († 1381)
- Nele Loring († 1386)
- John Chandos († 1369)
- James Audley († 1369)
- Otho Holand († 1359)
- Henry Eam († abans de 1360)
- Sanchet D'Abrichecourt († 1345)[3]
- Walter Paveley († 1375)

Tots ells apareixen en retrats individuals al Llibre de la Lligacama de Bruges, fet vers el 1431.

### Orígens llegendaris
Hi ha diverses llegendes que expliquen l'origen de l'orde. La més popular és la de la "comtessa de Salisbury" (o bé la futura nora d'Eduard, Joana de Kent, o bé l'antiga sogra d'aquesta, Caterina Montacute, comtessa de Salisbury). Mentre ballava a la cort a Calais, es diu que li va caure la lligacama. Mentre els cortesans que l'envoltaven se'n reien, el rei l'agafà i la hi tornà, exclamant «Honi soit qui mal y pense» (vergonya sobre qui pensi malament), frase que esdevindria el lema de l'orde.
Els medievalistes han assenyalat que hi ha una lligam entre l'orde de la Lligacama i el poema medieval anglès "Gawain", en què un anell, molt semblant en el seu sentit eròtic a la lligacama, té un paper preeminent. Una versió del lema de l'orde també apareix al text (en francès antic diu Maleït sigui un cor covard i avar). Si bé no se sap segur qui va ser l'autor del poema, sembla que hi ha una connexió entre dos dels màxims candidats i l'orde de la Lligacama. Segons J.P. Oakden hi ha algú relacionat amb Joan de Gant, 1r Duc de Lancaster, i, més important, membre de l'Orde. Una altra teoria és que va ser escrit per a Enguerrand de Coucy, setè Senyor de Coucy. Casat amb Isabella, filla d'Eduard III, va ser admès a l'orde de la Lligacama el dia del seu casament.
Existeix també una versió sobre l'origen de l'orde de la Lligacama (basada en la llegenda prèviament anomenada) al Tirant lo Blanch de Joanot Martorell. Concretament en l'episodi 85 titulat "Com fon instruïda la fraternitat de l'orde dels cavallers de la Garrotera". En ell, el nom de la donzella a qui li cau la lligacama mentre balla és Madresilva.

## Dames Companyes de la Lligacama
Poc després de la fundació de l'orde, les dones van ser nomenades Dames de la Lligacama (Ladies of the Garter), però no se les feia companyes. Enric VII abandonà aquesta pràctica el 1488, i la seva mare, Margaret Beaufort va ser la darrera Dama de la Lligacama fins a la reina Alexandra (llevat de les sobiranes), quan el seu marit el rei Eduard II la nomenà. El rei Jordi V també va fer Dama de la Lligacama a la seva consort, la reina Maria; i Jordi VI també va fer-ho amb la seva esposa, la Reina Elisabet. Durant el segle XX les dones continuaren estant associades amb l'orde, però llevat les monarques estrangeres, no eren fetes Companyes. El 1987, però, va ser possible la creació de les "Dames Companyes de l'Orde de la Lligacama", gràcies a un estatut de la reina Elisabet II.

## L'Orde

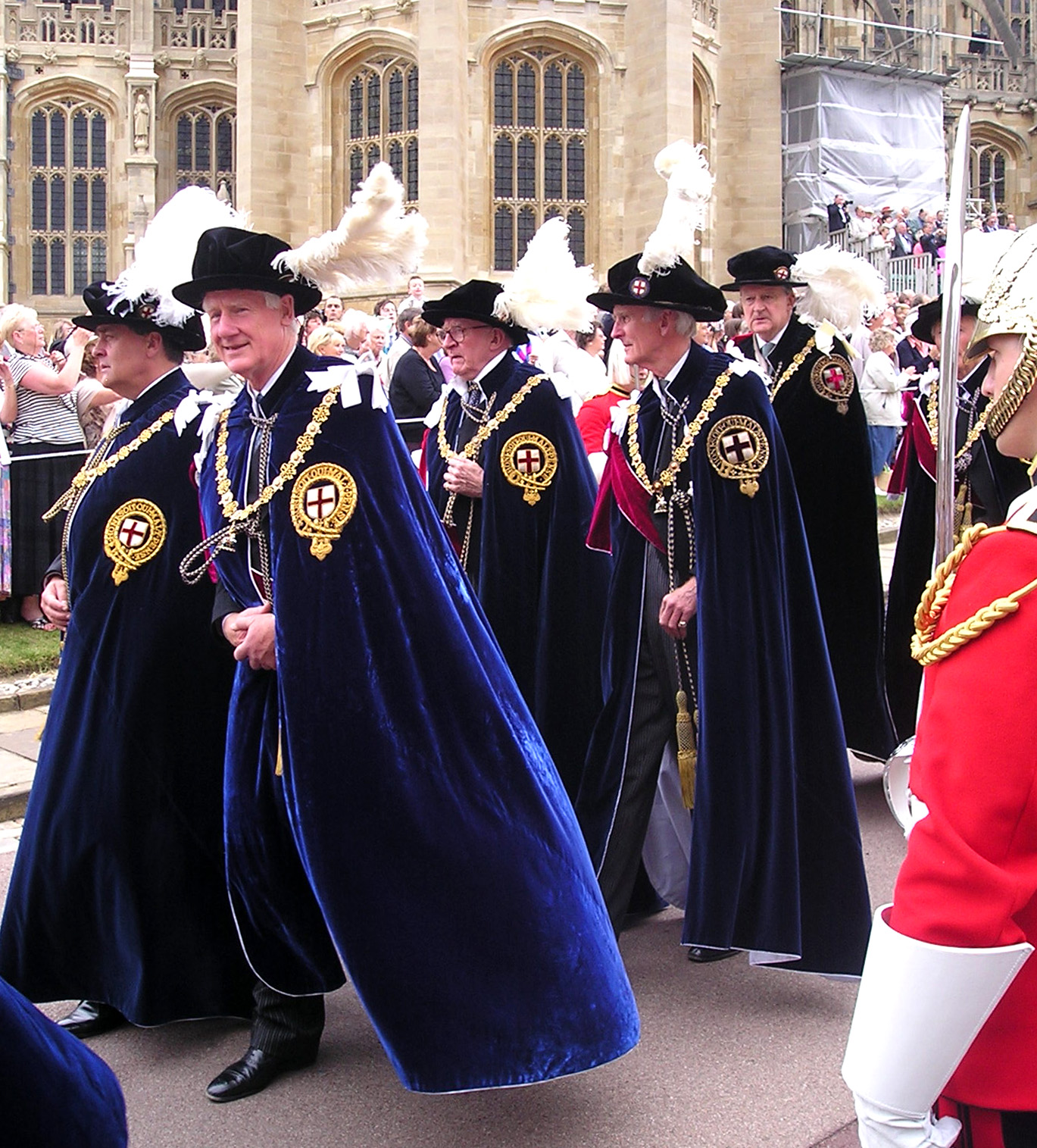
Els Cavallers Companys a la processó fins a la Capella de Sant Jordi pel Servei de la Lligacama

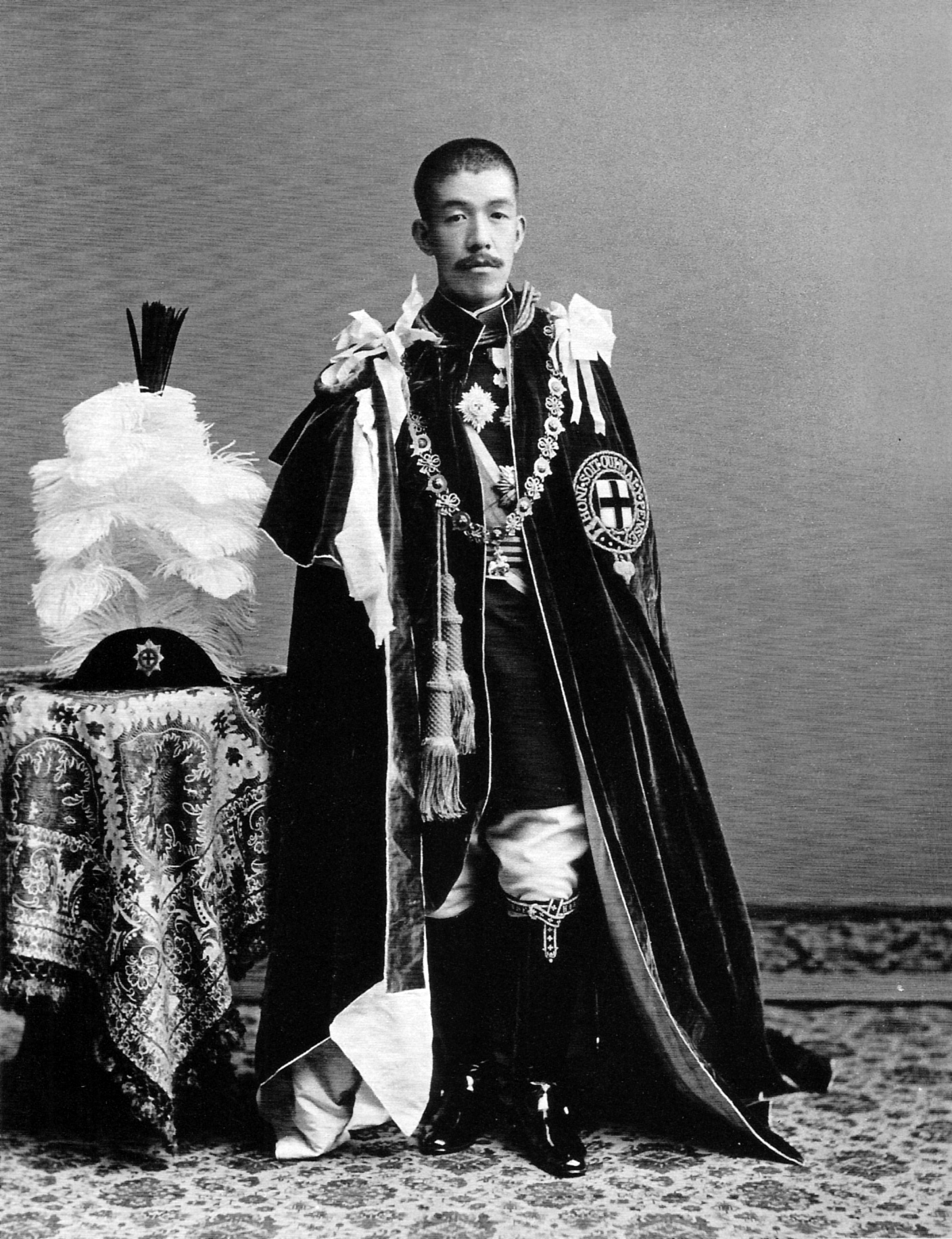
L'Emperador Taishō del Japó lluint les robes de l'Orde

La pertinença a l'orde està estrictament limitat i inclou al Monarca, al Príncep de Gal·les, no més de 24 companys membres i a diversos membres supernumeraris. Només el monarca pot concedir ser membre. És conegut com a "Sobirà/-ana de la Lligacama", i el Príncep de Gal·les és conegut com a "Cavaller Company de la Lligacama".
Els membres de l'orde són anomenats "Cavallers Companys", i elles "Dames Companyes". Utilitzen les inicials distintives "KG" i "LG", respectivament, darrere el nom. Antigament, el Sobirà omplia les vacants fins al nomenament dels membres. Cada membre podia proposar 9 candidats, dels quals tres havien de tenir el rang de comte o superior, tres el de baró o superior, i tres el de cavaller o superior. El Sobirà podia escollir entre els candidats que fossin necessaris fins a omplir les vacants de l'orde. Malgrat tot, no estava pas obligat a escollir entre aquell que rebés més nominacions. Les candidatures van extingir-se el 1860, i des de llavors els nomenaments han estat una qüestió només del monarca, sense cap mena de candidatura prèvia. Els estatuts que regulaven això, però, no es van modificar fins al 1953.
Des del segle xviii, el Sobirà feia els nomenaments d'acord amb el consell del Govern. Però el rei Jordi VI cregué que tant l'orde de la Lligacama com el del Card havien esdevingut massa lligades als patronatges polítics. El 1946, amb l'acord del Primer Ministre Clement Attlee i del Cap de l'Oposició Winston Churchill, ser membre a aquests dos ordres tornaria a ser una gentilesa personal del Monarca de nou. Així doncs, el Sobirà selecciona personalment els Cavallers i Dames Companys de la Lligacama, i no necessita el consell del govern.
A més, l'orde inclou membres "supernumeraris", que no compten pel límit dels 24 companys. Diversos d'aquests membres supernumeraris, coneguts com els "Cavallers i Dames Reials de la Lligacama", pertanyen a la família reial. Aquests títols van començar el 1786 amb Jordi III, de manera que els seus fills no comptessin pel límit de la quantitat de companys. El 1805 creà un estatut pels membres supernumeraris de manera que qualsevol descendent de Jordi II pogués ser instal·lat com a membre. El 1831 aquest estatut s'estengué de nou per incloure a tots els descendents de Jordi I.
Amb el nomenament del tsar Alexandre I de Rússia el 1813, els membres supernumeraris s'ampliaren als monarques estrangers, que són coneguts com els "Cavallers i Dames Estrangers de l'orde de la Lligacama". Cada nomenament originàriament preveia la creació d'un estatut; però el 1954 un nou estatut autoritza l'admissió regular de Cavallers o Dames Estrangers sense lleis especials. En ordes de cavalleria menors, es consideraria que aquests membres estrangers haurien investit cavallers honorífics.
Tradicionalment, els monarques europeus regnants són admesos a l'orde com a Estrangers. Constantí II de Grècia, com que i que el seu regnat va ser molt breu, no succeí el seu pare Pau I de Grècia com a membre de l'orde. Pel seu costat, Albert II de Bèlgica es convertí en l'únic rei belga que no va ser admès a l'orde, tot i regnar durant 20 anys. Per un altre costat, les reines dels Països Baixos Juliana i la seva successora, Beatriu van coincidir com a Dames Estrangeres de la Lligacama.
El primer governant no cristià que va ser admès a l'orde va ser el sultà de l'Imperi Otomà Abdülmecit I el 1856, com a Cavaller Estranger.
El primer, i fins a la data únic, membre de l'orde sud-americà va ser l'emperador Pere I del Brasil, creat el 1871.
El primer membre asiàtic va ser el Xa de Pèrsia Nàssir-ad-Din Xah Qajar, creat cavaller el 1873. El seu successor immediat va ser l'Emperador Meiji del Japó el 1906. L'emperador Akihito és actualment l'únic monarca no-europeu i l'únic no cristià que és membre de l'orde. És el quart emperador del Japó que és Cavaller Estranger de manera consecutiva.
Després de la II Guerra Mundial, van accedir a l'orde l'almirall Lluís Mountbatten, 1r Vescomte Mountbatten de Birmania (1948), els mariscals de camp Harold Alexander, 1r Vescomte Alexander de Tunis (1948), Alan Brooke, 1r Vescomte Alanbrooke (1948), William Slim, 1r Vescomte Slim (1960) i Bernard Law Montgomery, 1r Vescomte Montgomery de El Alamein (1948). Finalment, el 1953 hi accedí Winston Churchill.
El primer, i fins a la data únic, membre de l'orde africà va ser Haile Selassie, Emperador d'Etiòpia, creat Cavaller Estranger el 1954.
El primer cavaller originari d'Oceania va ser Richard Gardiner Casey, un polític australià, diplomàtic i el 16è Governador General d'Austràlia, creat Cavaller Company el 1969. posteriorment s'han nomenat 2 australians més, Sir Paul Hasluck i Sir Ninian Stephen. Tres neozelandesos han estat nomenats: Charles Elworthy, Sir Keith Holyoake i Sir Edmund Hillary. El nomenament de Sir Edmund va ser estrany, car provenia d'un reialme de la Commonwealth i no era resultat d'una carrera política o d'un servei militar.
Fins a la data, no hi ha hagut cap nomenament originari d'Amèrica del Nord.
Els membres poden ser degradats pel sobirà, a conseqüència de crims contra l'Estat, com traïció o fugir del camp de batalla; o aquells que s'han aixecat en armes contra el Sobirà. Durant la I Guerra Mundial s'eliminaren dos Cavallers Reials i sis Cavallers Estrangers, entre ells, als Emperadors d'Àustria Francesc Josep I i Alemanya Guillem II, que van ser eliminats dels registres de l'orde el 1915. L'Emperador del Japó Hirohito va ser eliminat de la capella de Sant Jordi quan Japó entrà a la II Guerra Mundial el 1941, però el seu estendard i la seva cavalleria van ser restaurats per la Reina Elisabet II el 1971, amb motiu d'una visita d'estat al Regne Unit. L'Emperador es mostrà particularment commogut per la restauració del seu estendard com a Cavaller de la Lligacama. En canvi, Víctor Manuel III d'Itàlia continuà sent Cavaller Estranger després que Itàlia entrés a la II Guerra Mundial contra el Regne Unit i els seus aliats, fins a la seva mort a l'exili el 1947.
Des de finals del segle xv hi ha una cerimònia formal de degradació, en la qual el Rei d'Armes Principal de la Lligacama, acompanyat per la resta d'heralds, van a la Capella de Sant Jordi. Mentre que el Rei d'Armes llegeix en veu alta l'Instrument de Degradació, un herald puja a una escala i retira l'estendard, la cresta, l'elm i l'espasa de l'antic cavaller, llançant-los al terra del cor. Llavors, la resta d'heralds ho treuen de la capella, fora de les portes, i a la rasa del castell. La darrera degradació formal va ser la del Duc d'Ormonde el 1716.
Els descendents dels Cavallers de la Lligacama poden reunir-se a The Society of the Friends of St George's and Descendants of the Knights of the Garter.

### Oficials

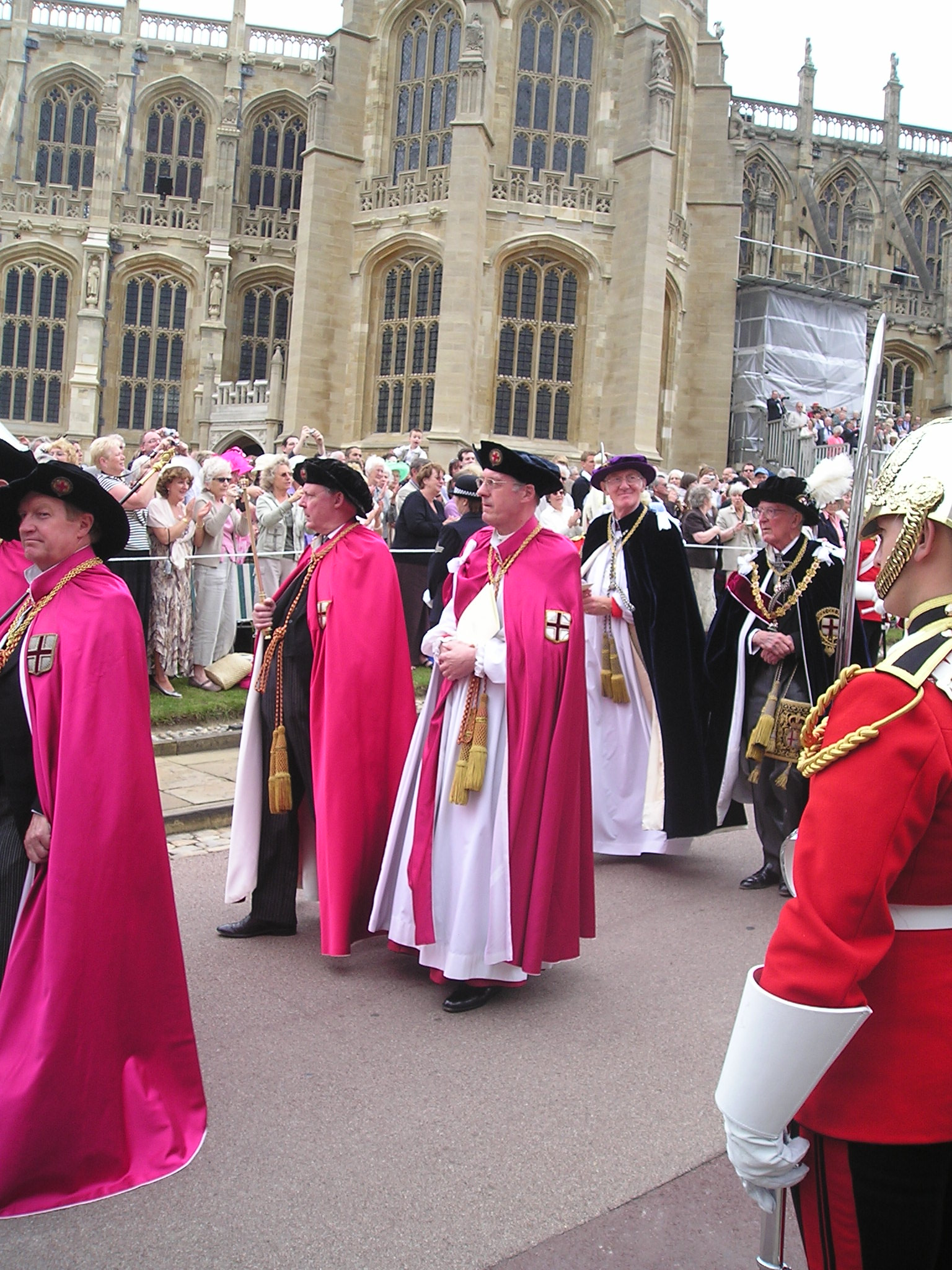
Els Oficials de l' Orde de la Lligacama (d'esquerra a dreta): el Secretari (poc visible), el Senyor Uixer del Bastó Negre, el Rei d'Armes Principal de la Lligacama, el Registrador, el Prelat i el Canceller

L'Orde té sis oficials: el Prelat, el Canceller, el Registrador, el Rei d'Armes Principal de la Lligacama, el Senyor Uixer del Bastó Negre i el Secretari. Els oficis de Prelat, Registrador i Uixer van ser creats en establir-se l'orde, el de Rei d'Armes durant el segle xv, i el del secretari, durant el segle xx.
L'ofici de prelat és portat a terme pel bisbe de Winchester, tradicionalment un dels bisbes superiors de l'Església d'Anglaterra. L'ofici de canceller és fet per un dels companys de l'orde. Durant la major part de la seva existència, el bisbe de Salisbury havia fet l'ofici, tot i que entre 1553 i 1671 el van fer laics. El 1837, després de diversos canvis de límits el castell de Windsor va situar-se a la diòcesi d'Oxford, i la Cancelleria va ser transferida al bisbe d'Oxford. Un segle després, el bisbe de Salisbury denuncià aquest traspàs, en la base que la Cancelleria havia estat part dels seus oficis independentment de la diòcesi on pertanyés la capella de l'orde, i que en qualsevol cas, com que la Capella de Sant Jordi era un Particular Reial, no entrava dins de la jurisdicció diocesana. L'ofici de Canceller va ser retirat del bisbat d'Oxford (el bisbe sortint, Thomas Banks Strong, havia parlat a la crisi per l'abdicació d'Eduard VIII i per això va ser retingut al seu successor, Kenneth Kirk, i des de llavors, el càrrec ha estat ostentat per un dels Cavallers Companys. Així doncs, des de 1937, el càrrec de Canceller ha estat ostentat pels següents membres:
- El Duc de Portland (1937–1943)
- El Comte de Halifax (1943–1959)
- El Marquès de Salisbury (1960–1972)
- El Vescomte Cobham (1972–1977)
- El Marquès d'Abergavenny (1977–1994)
- Lord Carrington (1994–2012)
- El Duc d'Abercorn (des de 2012)

L'ofici de Registrador ha estat ocupat pel Degà de Windsor des de 1558. El Rei d'Armes Principal de la Lligacama és ex officio el principal funcionar del College of Arms (la màxima autoritat heràldica d'Anglaterra), i habitualment és nomenat entre els altres funcionaris del Col·legi. Com ja suggereix el títol, el Rei d'Armes Principal de la Lligacama té deures específics sobre l'heràldica de l'orde, assistint sobre les crestes i els escuts dels companys que són exhibits a la capella. El Secretari, que actua com a segon als aspectes cerimonials de l'orde, des de 1952 és escollit entre els altres oficials del College of Arms. El càrrec d'Uixer és realitzat pel Senyor Uixer del Bastó Negre, que també exerceix de Serjeant-at-Arms a la Cambra dels Lords.

### Cavallers Militars de Windsor

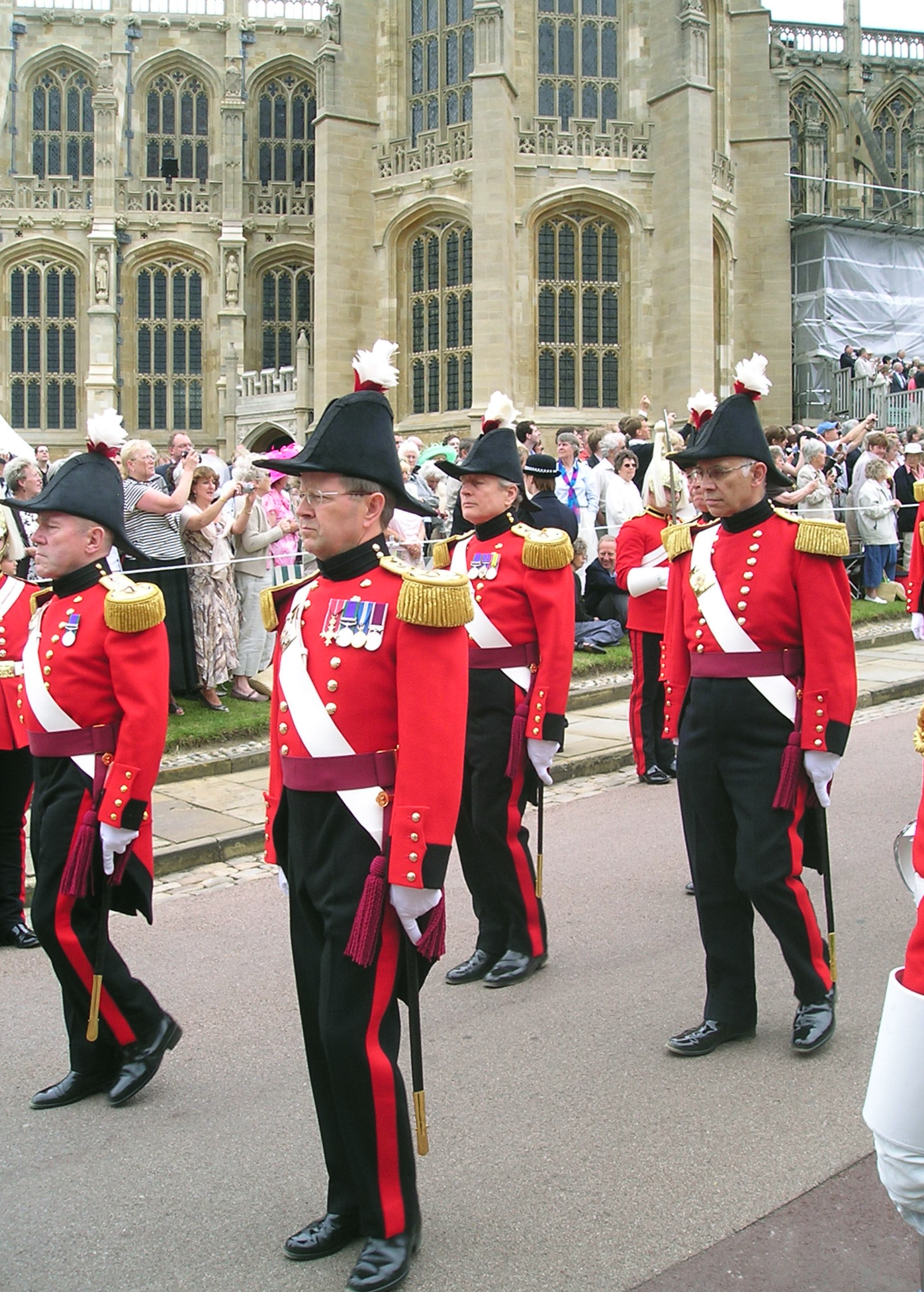
Els Cavallers Militars de Windsor a la processó pel Servei de la Lligacama.

En fundar-se l'orde, es nomenaren 26 "Cavallers Pobres" per tal d'assistir a l'orde i a la seva capella. La quantitat no sempre s'ha mantingut, i al segle xvii només n'hi havia 13 d'aquests cavallers. El rei Carles II incrementà la quantitat a 18 (en gran part gràcies als fons que va rebre del testament de Sir Francis Crane) després de la seva coronació el 1660. Després que els cavallers es queixessin de ser anomenats "pobres", el rei Guillem IV els anomenà Cavallers Militars de Windsor al segle xix.
Els "cavallers pobres" eren veterans militars empobrits, que tenien la tasca de pregar diàriament pels Cavallers Companys. A canvi, rebien un salari i allotjament al Castell de Windsor. Actualment ja no cal que siguin pobres, però encara són pensionistes militars. Participen en les processons de l'orde, escortant els membres, i als serveis a la capella. Però malgrat tot això, no són considerats cavallers o membres de l'orde.
Originàriament els cavallers pobres lluïen mantells vermells, que lluïen la Creu de Sant Jordi però no apareixia la Lligacama. La Reina Elisabet I substituí els mantells al segle xvi i XVII per togues en blau i porpra, però els mantells vermells tornaren durant el segle xvii regnant Carles I. Quan es modificà el nom dels cavallers, s'abandonaren els mantells. Actualment els cavallers militars llueixen l'antic uniforme militar: pantalons negres amb un rivet vermell, un frac vermell amb doble filera de botons, xarreteres daurades, bicorn amb un plomall i una espasa en una banda blanca.

## Els membres actuals de l'orde

### Membresex officio

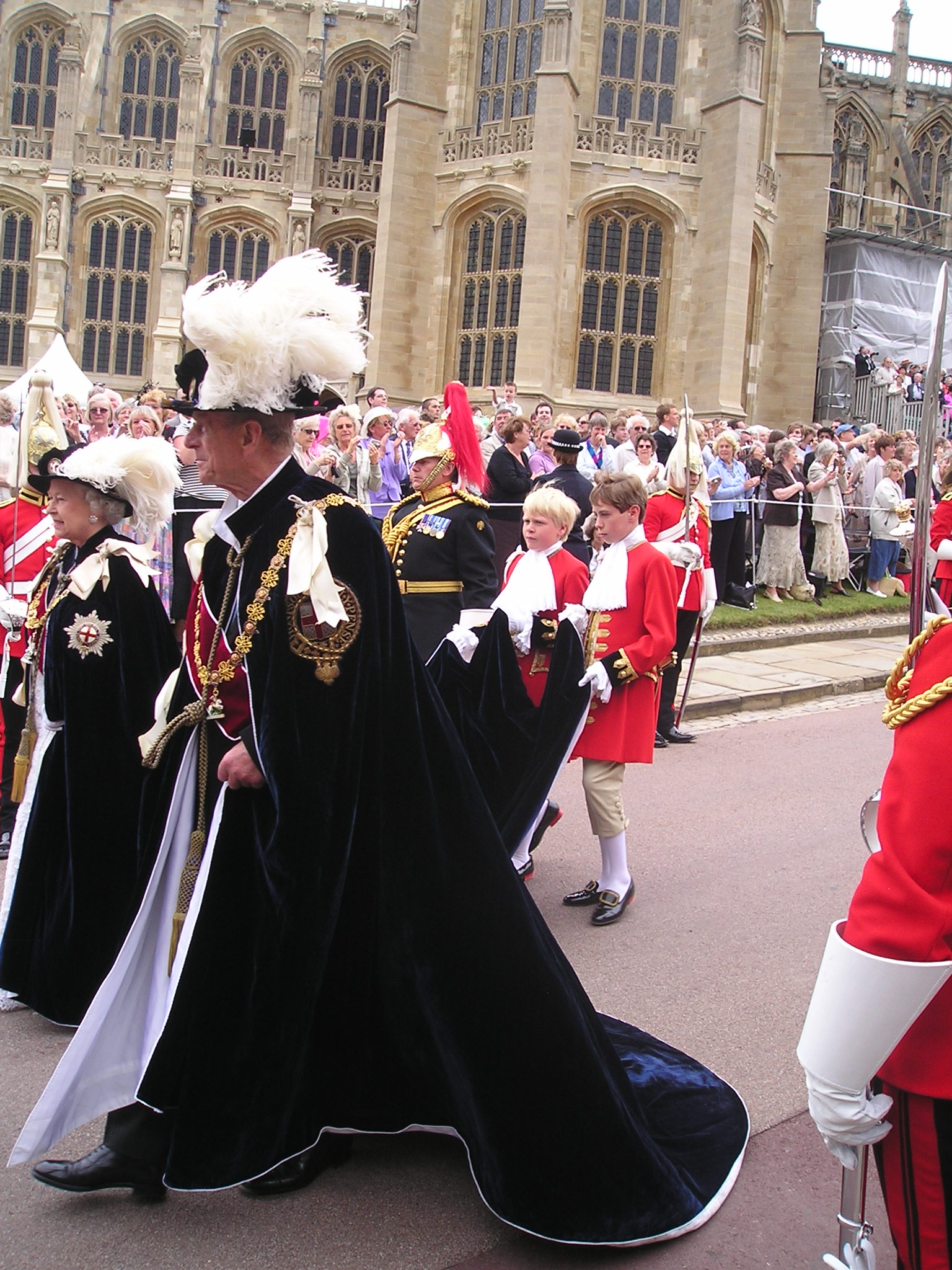
La Reina Elisabet i el Duc d'Edinburgh en processó cap a la Capella de Sant Jordi del Castell de Windsor.

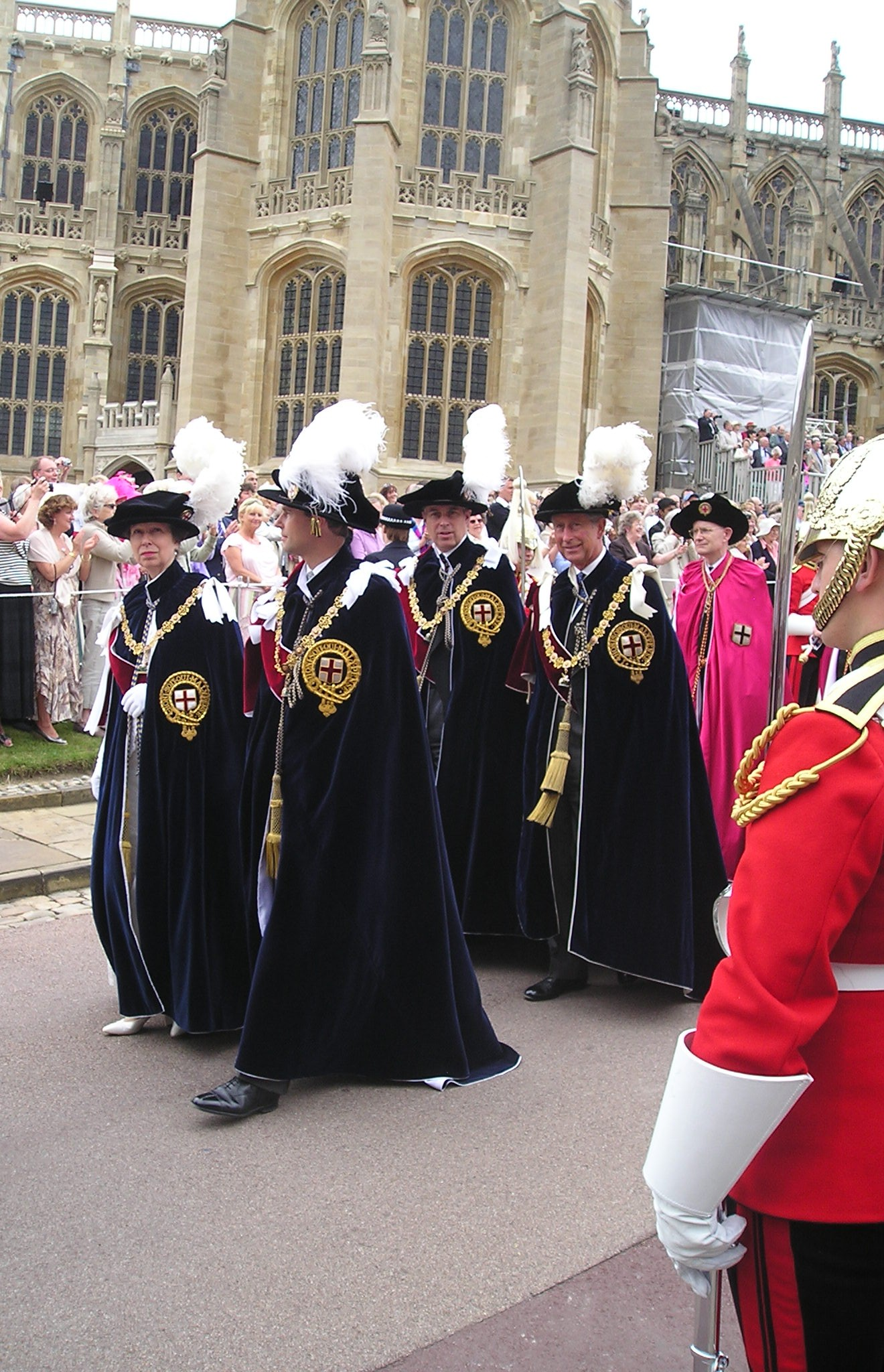
La Princesa Reial, el comte de Wessex, el Duc de York i el Príncep de Gal·les a la processó. Aquesta va ser la primera vegada que els quatre fills de la Reina Elisabet assistien al Servei de la Lligacama, a l'abril del 2006

- El Rei Carles III (1958, coronat el 2023)

### Cavallers i Dames Companys
1. Mariscal de Camp Lord Bramall KG GCB, OBE, MC, JP (1990)
2. Lord Sainsbury of Preston Candover KG (1992)
3. Lord Ashburton KG KCVO, DL (1994)
4. Sir Timothy Colman KG JP (1996)
5. El Duc d'Abercorn KG (1999)
6. Mariscal de Camp Lord Inge KG GCB, DL (2001)
7. Sir Antony Acland KG GCMG, GCVO (2001)
8. Lord Butler de Brockwell KG GCB, CVO, PC (2003)
9. Lord Morris d'Aberavon KG PC, QC (2003)
10. Sir John Major KG CH, PC (2005)
11. Lord Luce KG GCVO, PC, DL (2008)
12. Sir Thomas Dunne KG KCVO, JP (2008)
13. Lord Phillips de Worth Matravers KG PC (2011)
14. Almirall  Lord Boyce KG GCB, OBE, DL (2011)
15. Mariscal en Cap de l'Aire  Lord Stirrup KG GCB, AFC, FRAeS, FCMI(2013)
16. La Baronessa Manningham-Buller KG DCB (2014)
17. Lord Mervyn Allister King KG GBE, FBA (2014)
18. Lord Charles Kay-Shuttleworth KG KCVO (2016)
19. Sir David Brewer KG CMG, CVO, JP (2016)
20. Lady Mary Fagan KG DCVO, JP (2018)
21. El Vescomte Brookeborough KG (2018)
22. Vacant
23. Vacant
24. Vacant

### Cavallers Reials
1. El Duc d'Edinburgh KG KT OM GBE AC QSO CD PC (1947) receptor del Collar Reial Victorià
2. El Duc of Kent KG GCMG GCVO (1985)
3. La Princesa Reial KG[22] KT[23] GCVO QSO CD (1994)
4. El Duc de Gloucester KG GCVO (1996)
5. Lady Ogilvy KG[22] GCVO (2003)
6. El Duc de York KG GCVO ADC(P) CD (2006)
7. El Comte de Wessex KG GCVO ADC(P) (2006)
8. El Duc of Cambridge KG KT ADC(P) (2008)

### Cavallers i Dames Estrangers
1. Joan de Luxemburg KG (1972)
2. La Reina de Dinamarca LG (1979)  receptora del Collar Reial Victorià
3. El Rei de Suècia KG (1983) receptor del Collar Reial Victorià
4. Joan Carles I d'Espanya KG (1988) receptor del Collar Reial Victorià
5. La Princesa Beatriu dels Països Baixos LG GCVO (1989)  receptor del Collar Reial Victorià
6. L'Emperador del Japó KG GCVO (1998)
7. El Rei de Noruega KG GCVO (2001)  receptor del Collar Reial Victorià
8. El Rei d'Espanya KG (2017)
9. El Rei dels Països Baixos KG (2018)

### Oficials
- Prelat ex officio: Timothy Dakin (Lord Bisbe de Winchester)
- Canceller: El Duc d'Abercorn KG
- Registrador ex officio: David Conner  KCVO (Degà de Windsor)
- Rei d'Armes Principal de la Lligacama: Thomas Woodcock CVO FSA DL
- Secretari: Patric Laurence Dickinson Esq. LVO (Rei d'Armes Clarenceux)
- Senyor Uixer del Bastó Negre: Tinent General David Leakey CMG CBE (Serjeant-at-Arms a la Cambra dels Lords)

## Indumentària i distintius

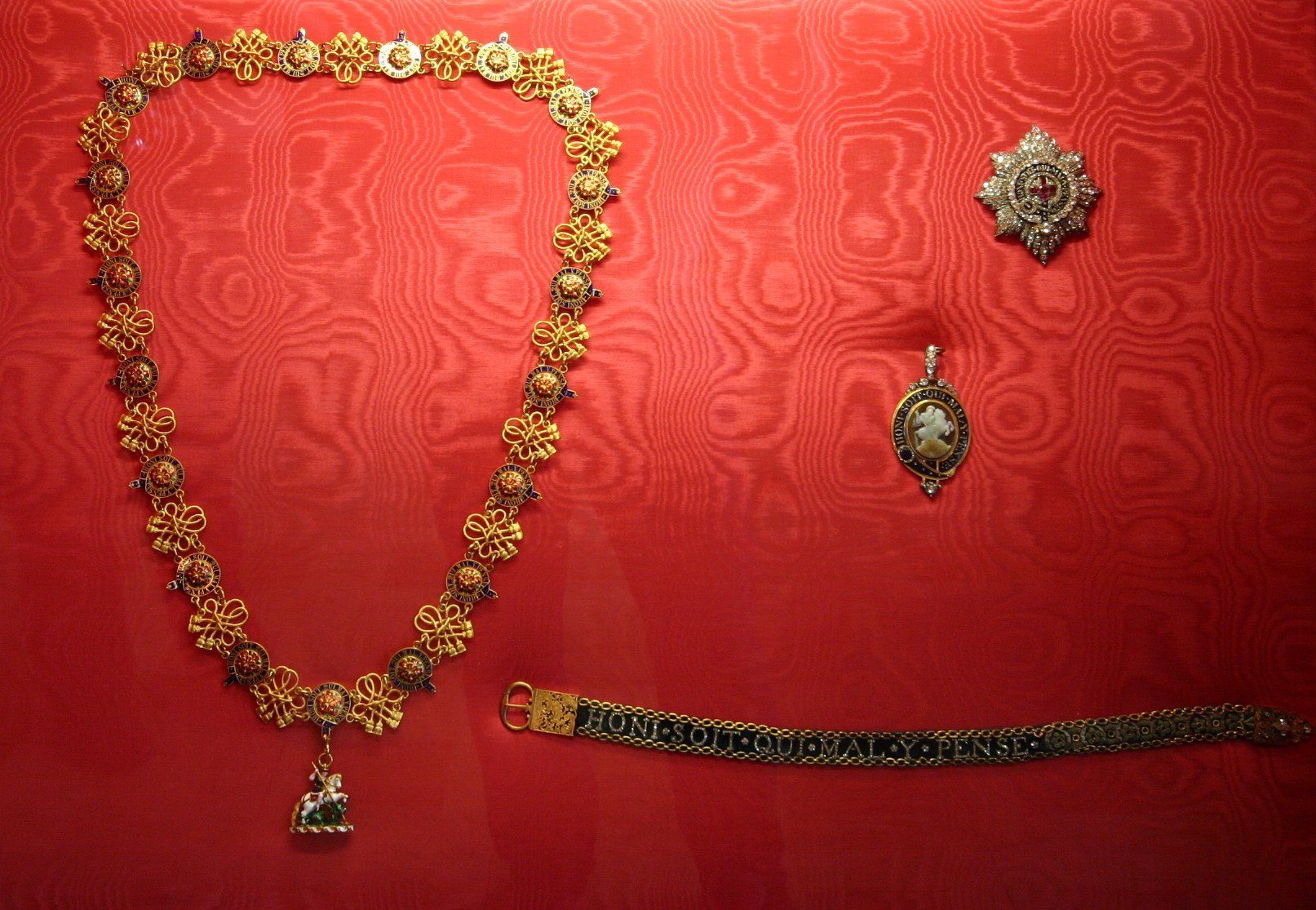
Insígnies de Cavaller de l'Orde de la Lligacama

### Membres

#### Ocasions cerimonials de l'orde
Per a les ocasions cerimonials de l'orde, com el Garter Day anual o en les coronacions, els membres porten elaborades vestimentes i pertrets, que inclouen:
- El mantell: una peça de roba que els membres porten des del segle xv. Anteriorment feta de llana, a partir del segle xvi és feta de vellut. El mantell inicialment era de color porpra, però varià durant els segles xvii i XVIII entre el blau cel, cian, el blau reial, el violeta i el blau marí. Actualment els mantells són en blau fosc amb el folre de tafetà blanc. Els mantells del Sobirà, del Príncep de Gal·les i dels Cavallers Reials acaben en cua. Al costat esquerre del mantell apareix l'escussó de la Creu de Sant Jordi envoltat per la Lligacama; però el mantell del Sobirà llueix en canvi l'estrella de l'orde. Sobre l'espatlla dreta del mantell hi ha una sobrevesta en vellut vermell fosc, que actualment ha perdut tota funció i que, per a l'espectador modern, simplement és una nota de color.[21]
- El barret: és un bonet Tudor de vellut negre amb una ploma d'estruç blanc i plomes d'agró negres.[21]
- El collar: portat al voltant del coll, sobre el mantell i lligat amb vetes blanques lligades a les espatlles. Igual que el mantell, va ser introduït vers els segles XV i XVI. Fet d'or pur, pesa 30 unces (0,933kg). Està format per nusos d'or alternant-se amb medallons esmaltats que mostren una rosa encerclada per la Lligacama. Durant el regnat d'Enric VII, cada lligacama envoltava dues roses (una vermella i una blanca), però ell ho modifica de manera que només encerclés una Rosa Tudor.[21]
- El Great George: una imatge de Sant Jordi a cavall matant el drac, feta 3 dimensions en esmalts de colors (a vegades enjoiat), i que penja del collar.[21]
- La Lligacama: portada en les ocasions cerimonials al voltant de la cuixa esquerra[24] pels homes i al voltant del braç esquerre per les dames, i apareix a moltes insígnies. La Lligacama és una corretja de sivella de vellut blau fosc (originalment de color blau clar), i porta el lema escrit en lletres daurades. Les Lligacames dels Cavallers Estrangers antigament podien estar enjoiades.[21] S'han emprat dos estils: un és una lliga funcional en què l'extrem es passa per la sivella i després està queda subjecte en una forma específica; en l'altre la l'extrem ja ve fixat a la sivella i se subjecta amb un clip de subjecció.

Fins a la part mitjana del segle xx, era costum de fer servir roba estil Tudor, consistent en un gipó de seda blanca brodat, pantalons, mànega plena, escarpins de color blanc amb llaços de ras i un cinturó de l'espasa amb l'espasa, sota les robes. Avui en dia, es porta el jaqué, l'uniforme militar o un vestit de carrer.

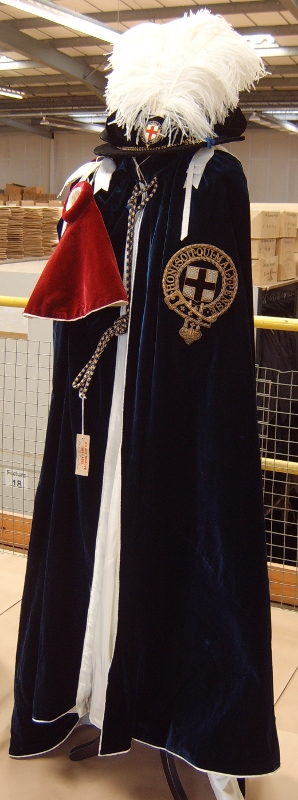
Mantell i barret de l'orde
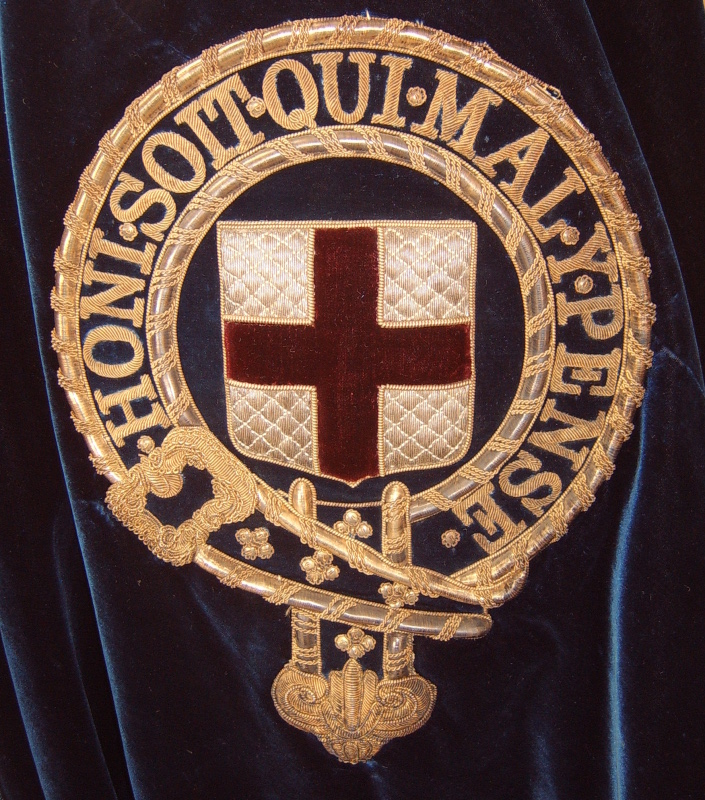
Insígnia de l'orde brodada al mantell
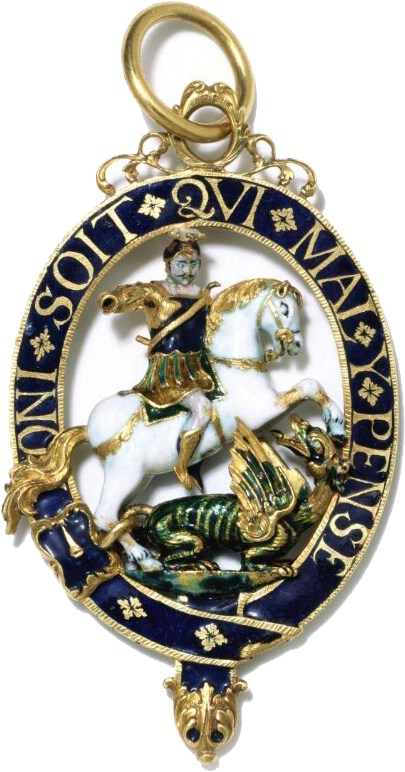
Imatge de Sant Jordi que penja de la banda (el Lesser George)
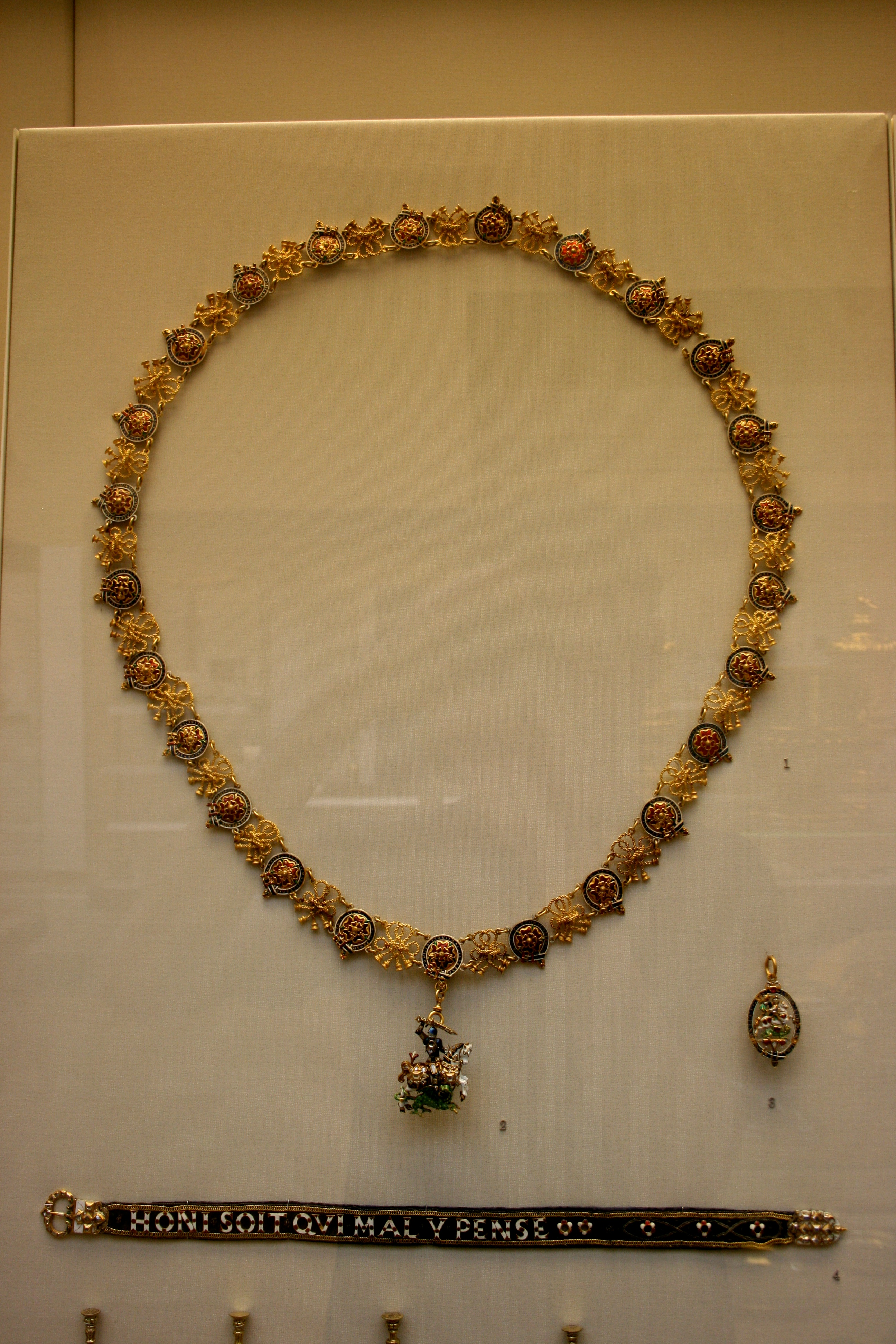
El Collar i la Lligacama
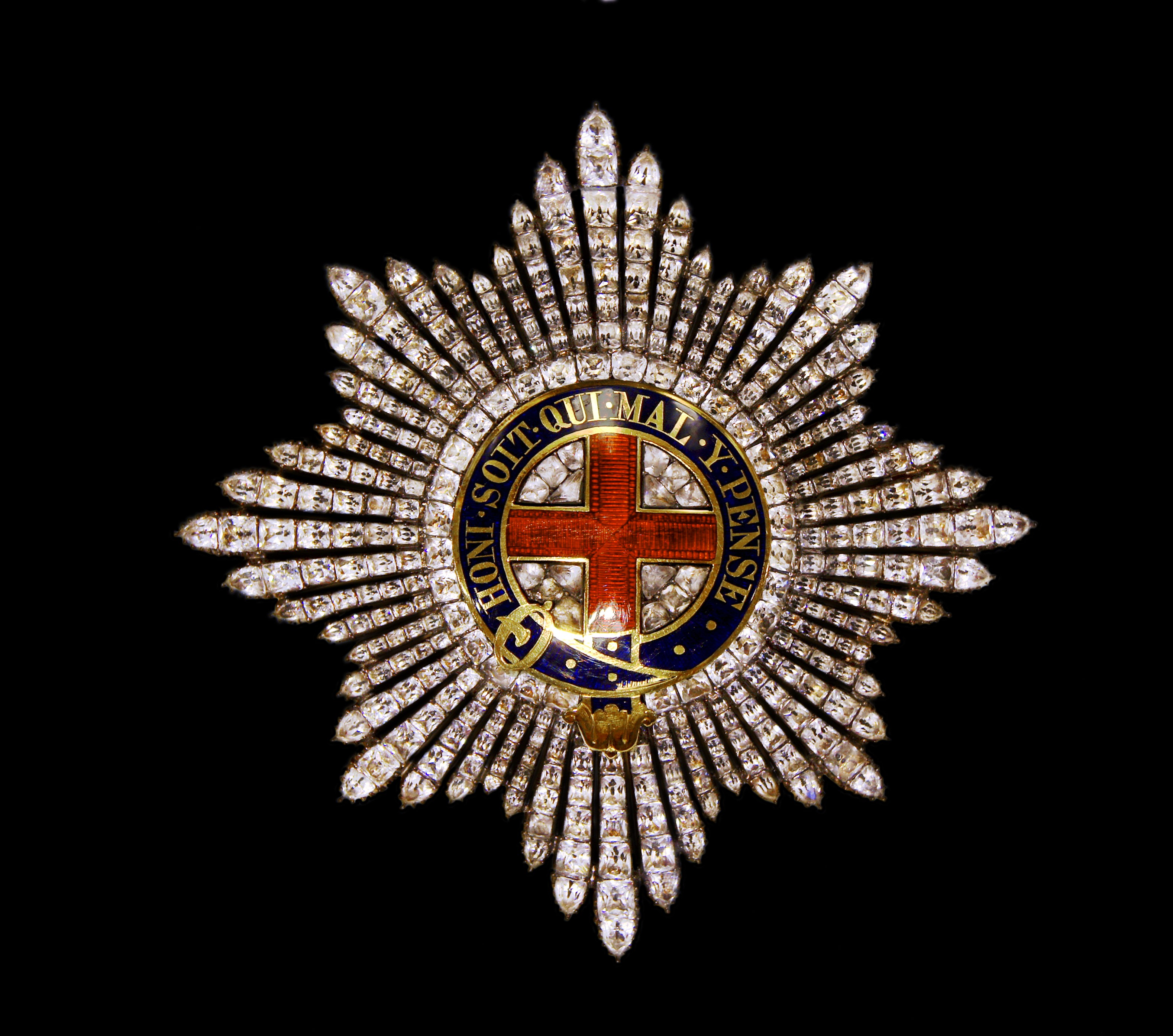
L'Estrella de l'orde

#### Altres ocasions

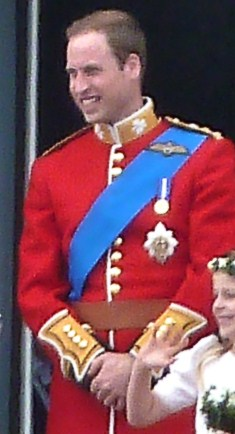
El Príncep Guillem, Duc de Cambridge llueix la banda i l'estrella de la Lligacama sobre l'uniforme

En altres ocasions, quan es llueixen les condecoracions, els membres porten insígnies més simples:
- El Collar es llueix en els dies del collar senyalats sobre l'uniforme militar o el jaqué pels membres quan assisteixin a cerimònies formals. El collar el lliga a les espatlles amb galons de seda. Com que el collar significa l'orde de la Lligacama, els membres poden lluir la banda de qualsevol altre orde al qual pertanyin.[21]
- L'Estrella: es llueix al costat esquerre del pit, va ser introduïda pel rei Carles I, i consisteix en la Creu de Sant Jordi envoltada per la Lligacama, en esmalts de colors, dins d'una estrella platejada de 8 puntes. Cada punta de l'estrella és una munió de raigs, amb els raigs de les quatre direccions cardinals més llargs que la resta. Antigament, les estrelles dels Cavallers Estrangers anaven enjoiades. Com que l'orde de la Lligacama és l'orde suprem del Regne Unit, els seus membres llueixen l'estrella per damunt de la resta (màxim de 3) que pugui lluir.[21]
- La Banda: és una faixa de 4 polzades (10,16cm) d'ample que es porta sobre l'espatlla esquerra i fins a la cintura dreta, introduïda al segle xvii per Carles I. El color de la banda ha variat durant els anys: originàriament era blau cel, però durant l'època dels reis Hannover passà a ser blau fosc. El 1950, el color es fixà com a blau alció. Un membre només pot lluir una banda, encara que pertanyi a diversos ordes.[21]
- La Insígnia: es llueix penjant d'un petit gafet d'or del galó al costat dret, i és conegut com el Lesser George. Igual que el Great George, la insígnia mostra a Sant Jordi a cavall matant el drac, però és pla. Al segle xv la insígnia es portava penjant d'un galó penjant del coll, però no era pràctic quan es muntava a cavall, de manera que s'inicià el costum de portar-la penjant d'una banda sota el braç dret.[21]

En traspassar un membre, el Lesser George i l'estrella són retornats personalment al Sobirà pel parent masculí més proper del difunt, i la resta d'insígnies es tornen a la Cancelleria Central dels Ordes de Cavalleria, llevat de la banda, el mantell i el barret.

### Oficials
A les ocasions cerimonials de l'orde, els oficials porten els següents pertrets i accessoris:
- Els mantells del prelat i del canceller són blau fosc com els dels membres (com a membre, el canceller llueix el mantell de membre), però els mantells de la resta d'oficials són vermell fosc. Tots els mantells porten brodat un escut heràldic de la Creu de Sant Jordi. Per a les cerimònies de la Lligacama, el Rei d'Armes Principal de la Lligacama porta aquest mantell vermell en lloc del tabard de l'escut reial que porten en la resta de cerimònies.[21]
- Els Oficials llueixen insígnies de l'ofici penjant d'una cadena al voltant del coll:
  - La insígnia del Prelat mostra el Lesser George encerclat per la Lligacama, coronada per una mitra episcopal.
  - La insígnia del Canceller és una rosa encerclada per la Lligacama.
  - La insígnia del Registrador són dues plomes travessades sobre un llibre, encerclades per la Lligacama i coronades per una corona.
  - La insígnia del Rei d'Armes Principal de la Lligacama és l'escut reial amb la Creu de Sant Jordi encerclades per la Lligacama i coronades per una corona.
  - La insígnia de l'Uixer és un nus (com els del collar dels companys de l'orde) encerclat per la Lligacama i coronat per una corona.
  - La insígnia del Secretari són dues plomes travessades davant d'una rosa i encerclades per la Lligacama i coronat per una corona.[21]

El Canceller porta una bossa, brodada amb les armes reials empalades per la Creu de Sant Jordi. La bossa conté el segell de l'orde. El Rei d'Armes porta el bastó propi del seu ofici. L'Uixer porta el seu bastó, el bastó negre.

## Precedència i privilegis

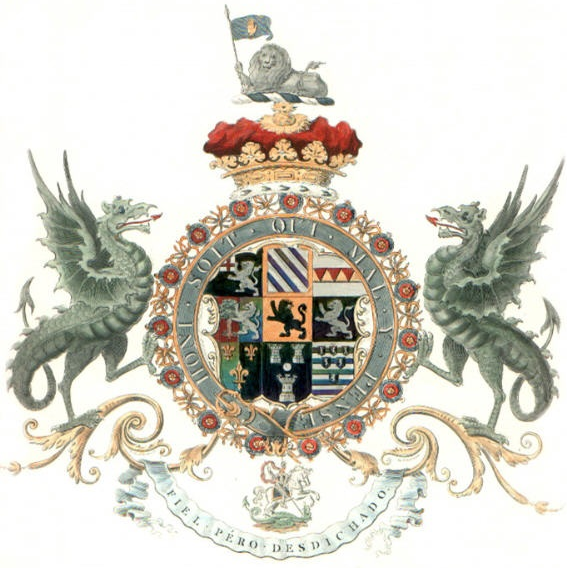
L'escut d'armes de John Churchill, 1r Duc de Marlborough, encerclats tant per la Lligacama com pel collar

Escut d'armes de Lluís Mountbatten, 1r Comte Mountbattern de Birmània, encerclat per la Lligacama.

Els membres de l'orde tenen assignada posició a l'orde de precedència britànic, precedint tots els que tenen ranc de cavaller i després dels baronets. Les esposes i fills també tenen assignada la precedència. El Canceller també té assignada la precedència, però llevat pel període entre 1553 i 1671, quan era un laic qui realitzava el servei i no era necessàriament un membre de l'orde, aquesta precedència només era teòrica. Com a membre de l'orde, el Canceller té més precedència que per l'ofici, i quan l'ofici és realitzat per un bisbe de l'Església d'Anglaterra, el posseïdor de nou té una precedència més alta que la que li confereix la cancelleria.
Els Cavallers Companys fan servir el prefix "Sir" i les Dames Companyes el de "Lady" davant els seus cognoms. Les esposes dels Cavallers Companys poden afegir el Lady al seu cognom, però els marits de les Dames no tenen aquest privilegi. Aquestes formes no són emprades pels membres de la reialesa, nobles o clergues, que només fan servir les lletres postnominals.
Els Cavallers i Dames Companys fan servir els postnominals "KG" i "LG", respectivament. Quan hom pot emprar diverses lletres postnominals, els de l'orde de la Lligacama precedeixen totes les altres, llevat "Bt" o "Btss" (Baronet), "VC" (Creu Victòria) i "GC" (Creu de Jordi).
Els membres poden encerclar els seus escuts heràldics amb la Lligacama i, si ho desitgen, també amb el collar. Però el més habitual és emprar només la Lligacama; i la versió més elaborada és rarament vista. Els Cavallers Estrangers no adornen els seus escuts quan els fan servir als seus països amb distincions britàniques.
Els Cavallers i Dames Companys també poden rebre suports heràldics, un privilegi atorgat a pocs més. Si bé algunes famílies basen el seu dret pel seu ús antic, i a d'altres els ha estat concedit com a recompensa especial, només els membres de la Família Reial, nobles, els Membres de l'orde de la Lligacama, els Membres de l'orde del Card i els Cavallers i Dames Gran Creu dels ordes de cavalleria inferiors reben automàticament el dret a lluir-los.

## Cerimònia d'investidura dels nous Cavallers
L'orde de la Lligacama celebra un cop l'any un servei a la Capella de Sant Jordi del castell de Windsor, però van ser rars al segle xviii. El servei anual de la Lligacama, discontinuat el 1805, va ser recuperat pel rei Jordi VI i es convertiren en un event anual. Cada juny, el dilluns de la setmana del Royal Ascot (també conegut com a Garter Day), els membres de l'orde, lluint els seus hàbits i les seves insígnies, es reuneixen als apartaments estatals del Castell de Windsor. Quan s'ha d'investir un nou cavaller, la cerimònia té lloc al capítol de l'orde a la Sala del Tron del castell de Windsor durant el matí del Gater Day. Tots els Membres de l'orde assisteixen a la cerimònia, lluint els hàbits cerimonials i les insígnies de la Lligacama, acompanyats de les seves esposes. La pronúncia del jurament fet pels nous cavallers a aquesta cerimònia, així com les admonicions adreçades a ells pel prelat i pel canceller quan se'ls posen els diversos estris de l'orde són molt semblant a les tradicions del passat.
A la cerimònia d'investidura les Admonicions són llegides pel Prelat i pel Canceller de l'orde, i les diverses insígnies li són ofertes en un coixí al Sobirà pel Rei d'Armes Principal de la Lligacama, pel Senyor Uixer del Bastó Negre i pel Secretari de l'orde, per torns, per tal que el Sobirà pugui realitzar la cerimònia d'investidura. Dos Cavallers assisteixen el Sobirà en aquestes cerimònies situant la lligacama a la cama esquerra del nou cavaller i ajudant el Sobirà en fixar la banda i el Lesser George al voltant del cos del nou cavaller, així com en ajustar el mantell i el collar.
Després que conclogui la cerimònia a Windsor, se celebra un dinar d'estat a la Sala de Banquets. Hi assisteixen la família reial, amb tots els Companys de l'orde i els Oficials. Després del banquet, tots els cavallers i dames de l'orde, conjuntament amb el prelat, el canceller i els altres oficials de l'orde, vestits amb els seus mantells i les seves robes cerimonials, acompanyats pels Cavallers Militars de Windsor, es dirigeixen en processó, davant una munió d'espectadors, pel castell fins a la Capella de Sant Jordi per realitzar un servei religiós, abans que tingui lloc la instal·lació formal dels nous cavallers. After Després del servei, els membres retornen a la Sala Superior en carruatge o en cotxe.